# هاينز لازيك
هاينز لازيك (بالألمانية: Heinz Lazek)‏ مواليد 17 أكتوبر 1911 في فيينا - الوفاة 26 يوليو 1986، كان ملاكم محترف نمساوي صنّف ضمن فئة الوزن الثقيل.

## إحصائيات
خاض خلال مسيرته 64 نزالا، فاز في 48 وتعادل في 8 وخسر في 8. فاز بالضربة القاضية في 21 نزالا.

## روابط خارجية
- هاينز لازيك على موقع بوكس ريك (الإنجليزية) (registration required)